# ナル・バハドゥール・バンダーリー
ナル・バハドゥール・バンダーリー（ネパール語：नर बहादुर भण्डारी、英語：Nar Bahadur Bhandari、1940年10月5日 - 2017年7月16日）は、インドシッキム州の政治家。過去にシッキム州首相を3期務めた経験を持ち、シッキム・ジャナタ・パリシャドやシッキム闘争会議の総裁を務めた。一時、シッキム闘争会議を離れ、インド国民会議派に属したが、2013年5月、闘争会議に復帰。

## 事績

### 州首相として
シッキム西部のマルバセイ（Malbasey）に生まれ、ダージリン大学（Government College, Darjeeling）を卒業、最初は教師となった。民主化運動が盛んになった1974年に統一独立戦線（United Independent Front）という政党を組織してシッキム立法議会選挙に挑んだが、1議席も得ることができなかった。シッキムがインドに併合された後の1976年に、バンダーリーはシッキム会議派のカジ・レンドゥプ・ドルジ政権から治安維持法（Maintainance of Internal Security Act）違反を問われ、逮捕されてしまう。
1977年に釈放されると、バンダーリーは新たにシッキム・ジャナタ・パリシャド（SJP）を結成し、1979年のシッキム州議会選挙に挑んだ。SJPは32議席中16議席を獲得して第1党となり、バンダーリーが州首相に選出された。1984年5月、バンダーリーはインド国民会議派（INC）の連邦政府と対立し、また腐敗も問われたために州首相から辞任に追い込まれている。しかしバンダーリーは新たにシッキム闘争会議（SSP）を結成し、同年末のローク・サバー（連邦下院）選挙でシッキム選挙区に出馬、勝利を収めた。翌1985年の州議会選挙では（バンダーリーも連邦下院議員を辞職して参戦）、SSPが32議席中30議席を獲得する圧勝を収め、バンダーリーが州首相に返り咲いた。続く1989年州議会選挙では、SSPが全32議席を占める完勝を収めている。
バンダーリー（ないしはSSP）は、州内の経済建設に加え、ネパール語をインド憲法第8附則言語とすること（すなわちインドの公用語であると憲法に明文規定とすること）を主張するなど、シッキムで多数派を占めるネパール系住民の権利・利益の擁護を提唱した。州首相としての実績では、州内のインフラ整備等を推進したことに加え、1983年にリンブー語を州公用語の1つと位置づけたこと、更に1992年にネパール語の憲法第8附則編入を実現したことなどがあげられる。しかしその経済政策は、統治エリート層の腐敗をもたらし、また村落開発が重視されないことへの不満が高まるなど、実践における不均衡も目立った。更にインド国内やネパールからネパール系住民のシッキムへの流入が相次ぐなどの社会不安も招いている。

### 下野
1993年、SSP内の有力者で、産業・情報・公共関係大臣を務めていたパワン・クマール・チャムリンが離党し、新たにシッキム民主戦線（SDF）を結党した。これはバンダーリーの独裁的な性格や特権層との癒着への反発が動機であったとされる。これにより、翌1994年5月にはバンダーリーへの不信任案が可決され、州議会解散となる。同年の州議会選挙はSSPとSDFの一騎討ちの様相を呈し、結果はSSPが10議席、SDFが19議席となり、約15年継続したバンダーリー政権はここに終焉した。チャムリンが村落開発重視の姿勢を示すなど、バンダーリー政権への不満を巧みに取りまとめたことが勝敗に大きく影響したとされる。1996年の連邦下院議員選挙シッキム選挙区でも、SSPはSDFに議席を奪われた。
これ以後の州政治は、チャムリンとバンダーリーとの一騎討ちの様相を呈していくことになる。中央との関係を重視するバンダーリーに対し、チャムリンは州内政を重視する姿勢を有していたとされる。しかし結局、年を追うごとにチャムリンは州内での地歩を固め、バンダーリーを寄せ付けない強さを見せるようになる。1999年州議会選挙も、チャムリン率いるSDFとバンダーリー率いるSSPの一騎討ちとなったが、SDF24議席、SSP7議席と差が開いてしまった。2004年州議会選挙の直前には、バンダーリーはSSPを離党し、旧敵たるINCに参加することで巻き返しを図る。しかし、この選挙でもSDFが31議席を占める圧勝に終わり、しかもバンダーリー自身まで落選してしまう。2009年の州議会選挙にも再度挑戦したが、ここでも当選はならなかった（一方、SDFは全32議席を占める完勝であった）。

### 政界引退後
2009年の選挙直前から、バンダーリーは収賄の罪につき裁判所で審理を受けている。2008年10月、ガントク地方裁判所での一審で禁錮6か月と1万ルピーの罰金を科された。控訴後の2011年8月、二審のシッキム高等裁判所も有罪としたが、一審から減刑して禁錮1か月、罰金5千ルピーとしている。
2013年5月、バンダーリーは休眠状態となっていたSSPに復帰し、総裁に選出された。2014年のシッキム州議会選挙ではSSPから出馬し、チャムリンと5度目の対決を演じることになると見られていた。ところが選挙直前の3月22日、バンダーリーは政界引退を表明し、1973年以来40年以上にわたる政治家としての活動を終了した。あわせてバンダーリーは、この選挙でSDFに挑戦した新党シッキム革命戦線（SKM）への支持を表明している。
2017年7月16日にデリーの病院にて76歳で死去。

## 注
1. ↑  J. R. Subba (2007), p.69.
2. ↑  J. R. Subba (2007), pp.69-70.
3. 1 2 3 4 5  J. R. Subba (2007), p.70.
4. 1 2  峯島（2006）、115頁。
5. ↑  Mahendra P. Lama (1994), pp.102-103.
6. 1 2  峯島（2006）、276頁。
7. ↑  この選挙に際してバンダーリーは、中国との国境開放に肯定的なインド人民党（BJP）やSDFへの対抗として、シッキムへの人口流入を恐れるブティア・レプチャ系に接近して国境開放に否定的な立場をとった。ところがこの姿勢は、それまでバンダーリーの重要な支持基盤であったネパール上層カーストの反発を買い、かえって落選の大きな原因となってしまった。峯島（2006）、276頁。
8. ↑  関口（2011）、208頁。
9. ↑  “Former Sikkim CM sentenced to six months jail” The Indian Express, Octover 25, 2008.
10. ↑  “1 month jail for ex-CM - Sikkim High Court asks Bhandari to surrender today”The Telegraph, August 10, 2011.
11. ↑  Nar Bhadur Bhandari reinstated as SSP PresidentThe Hindu, May 24, 2013. Retrieved March 17, 2014.
12. ↑  Bhandari not ready to ally with a criminal political party The Statesman, March 9, 2014. Retrieved March 17, 2014.
13. ↑  Bhandari retires from active politicsThe Echo of India, March 23, 2014, p.1.
14. ↑  Year-old SKM gives Sikkim assembly an oppositionIBN Live, May 18, 2014.　Retrieved June 1, 2014.
15. ↑  “Sikkim ex-CM Nar Bahadur Bhandari dies at Delhi hospital”. The Indian Express. (2017年7月16日) 2017年7月18日閲覧。